# Lia (Sängerin)

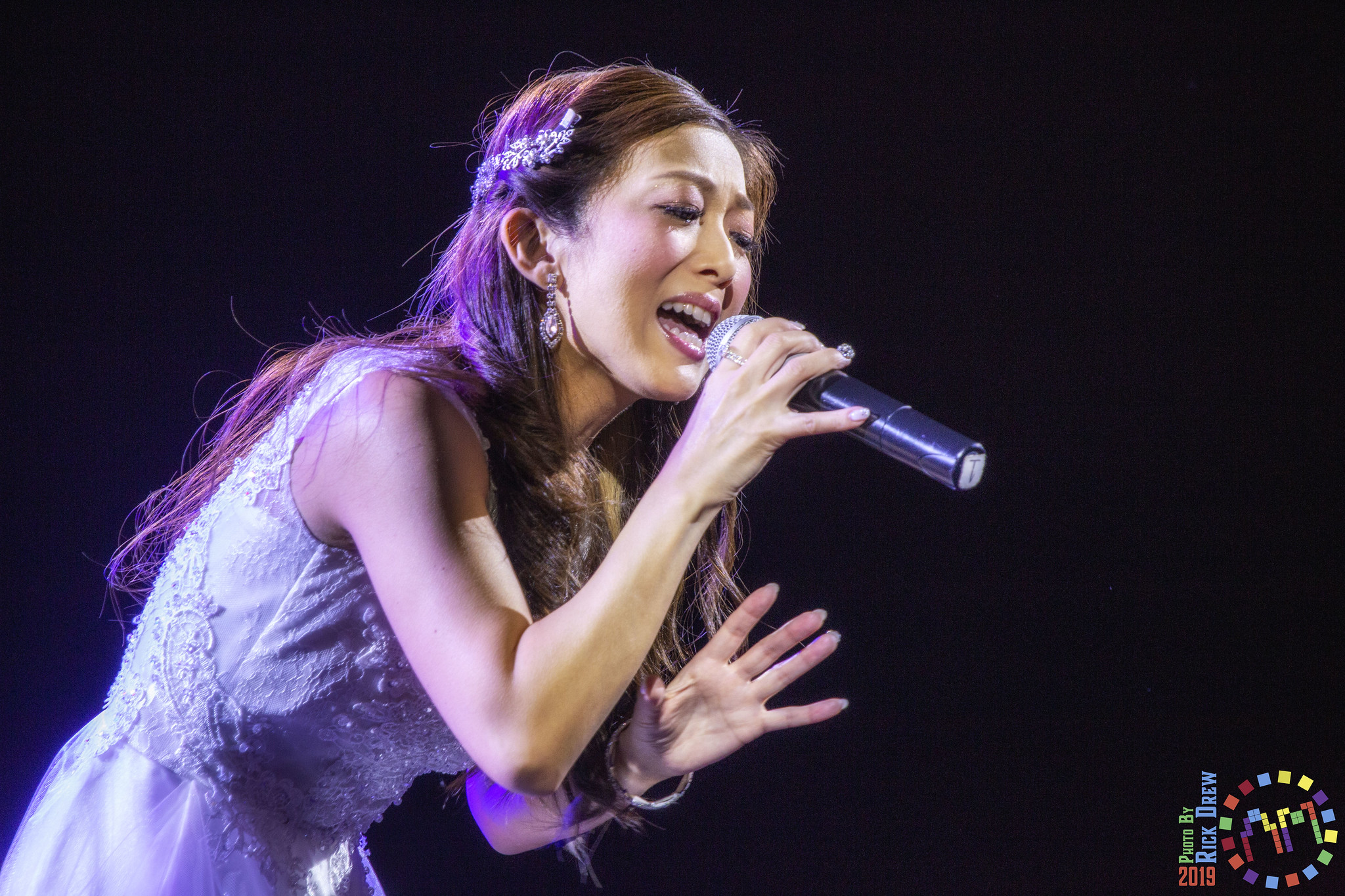
Lia (2022)

Lia (* 20. Dezember 1981 in Tokio) ist eine japanische Singer-Songwriterin. Sie ist bekannt für ihre Stimmqualität die als „1/f-Rauschen“ (d. h. obertonreich und fein ziseliert) kristallklar beschrieben wird. Sie ist bei queens label unter Vertrag.
Sie singt ein breites Spektrum an Genres wie Pop, Jazz und Klassische Musik. In Großbuchstaben als LIA ist sie auch aktiv im Happy Hardcore.

## Biografie
Mit 15 ging Lia in die USA und arbeitete nach ihrem Universitätsabschluss eine Zeit lang in Los Angeles. Gegenwärtig lebt sie in Tokio.
Am 1. Juli 2009 gab sie ihre Heirat und Schwangerschaft bekannt.
Basierend auf ihrer Stimme erschien am 27. Januar 2012 das Stimmmodell IA-Aria on the Planets- basierend auf der Vocaloid-Sprachsynthesizer-Software, mit der es möglich ist, Musikstücke mit ihrer Gesangsstimme automatisch singen zu lassen.

## Diskografie
Lias CDs und DVDs erscheinen meist bei queens label, aber auch bei den Schwesterlabels I’ve und Key Sounds Label. Einige werden aber auch mit Pony Canyon gemeinsam vertrieben.
Von queens label allein veröffentlichte Platten werden gemeinsam mit Software vertrieben und sind damit in Softwareläden zu kaufen. Sie werden daher weder von den Oricon-Charts erfasst, noch sind sie üblicherweise in Plattenläden zu finden. Von Pony Canyon und queens label gemeinsam veröffentlichte Platten werden regulär vertrieben.
2005 wurde bekannt, dass der Sänger Shaun Yu das von Lia gesungene Titellied zu Air Tori no Uta plagiierte, worauf seine Plattenfirma Sony BMG Taiwan sich öffentlich entschuldigte und alle Kopien des betroffenen Albums von Yu zurückzog.

### Studioalben
| Jahr | Titel Musiklabel                                        | Höchstplatzierung, Gesamtwochen, AuszeichnungChartsChartplatzierungen (Jahr, Titel, Musiklabel, Platzierungen, Wochen, Auszeichnungen, Anmerkungen) | Anmerkungen                              |
| Jahr | Titel Musiklabel                                        | JP | Anmerkungen                              |
| ---- | ------------------------------------------------------- | --- | ---------------------------------------- |
| 2004 | Prismatic queens label                                  | — | Erstveröffentlichung: 25. Juni 2004      |
| 2005 | Colors of Life Dex Entertainment                        | — | Erstveröffentlichung: 25. Mai 2005       |
| 2006 | The Force of Love Marvelous AQL                         | JP188 (1 Wo.)JP | Erstveröffentlichung: 21. Juni 2006      |
| 2006 | Dearly queens label                                     | JP145 (2 Wo.)JP | Erstveröffentlichung: 1. November 2006   |
| 2007 | enigmatic LIA 2 queens label                            | — | Erstveröffentlichung: 16. Februar 2007   |
| 2007 | Lia Collection Album Vol.1 -Diamond Days- queens label  | JP192 (1 Wo.)JP | Erstveröffentlichung: 19. September 2007 |
| 2007 | Lia Collection Album Vol.2 -Crystal Voice- queens label | JP213 (1 Wo.)JP | Erstveröffentlichung: 17. Oktober 2007   |
| 2007 | Lia Collection Album Vol.3 -Spectrum Rays- queens label | — | Erstveröffentlichung: 17. Oktober 2007   |
| 2008 | New Moon Pony Canyon                                    | JP107 (1 Wo.)JP | Erstveröffentlichung: 3. September 2008  |
| 2009 | enigmatic LIA 3 -worldwide collection- Pony Canyon      | JP72 (1 Wo.)JP | Erstveröffentlichung: 1. April 2009      |
| 2011 | enigmaticLIA4-Anthemnia L’s core- queens label          | JP80 (1 Wo.)JP | Erstveröffentlichung: 22. Juni 2011      |
| 2011 | enigmatic LIA4 -Anthemical Keyworlds- queens label      | JP53 (2 Wo.)JP | Erstveröffentlichung: 22. Juni 2011      |

### Kompilationen
| Jahr | Titel Musiklabel                                              | Höchstplatzierung, Gesamtwochen, AuszeichnungChartsChartplatzierungen (Jahr, Titel, Musiklabel, Platzierungen, Wochen, Auszeichnungen, Anmerkungen) | Anmerkungen                             |
| Jahr | Titel Musiklabel                                              | JP | Anmerkungen                             |
| ---- | ------------------------------------------------------------- | --- | --------------------------------------- |
| 2007 | Lia & LIA Collection Album -Special Limited Box- queens label | JP53 (2 Wo.)JP | Erstveröffentlichung: 20. Juni 2007     |
| 2018 | Revives -Lia Sings beautiful anime songs- 1st Place           | JP94 (1 Wo.)JP | Erstveröffentlichung: 25. April 2018    |
| 2019 | RevivesII -Lia Sings beautiful anime songs- 1st Place         | JP69 (1 Wo.)JP | Erstveröffentlichung: 18. Dezember 2019 |
| 2020 | Lia 20th Best 1st Place                                       | JP57 (3 Wo.)JP | Erstveröffentlichung: 25. November 2020 |

### Livealben
| Jahr | Titel Musiklabel                                  | Höchstplatzierung, Gesamtwochen, AuszeichnungChartsChartplatzierungen (Jahr, Titel, Musiklabel, Platzierungen, Wochen, Auszeichnungen, Anmerkungen) | Anmerkungen                         |
| Jahr | Titel Musiklabel                                  | JP | Anmerkungen                         |
| ---- | ------------------------------------------------- | --- | ----------------------------------- |
| 2009 | Lia Live Best 2005–2009 “The Moment” queens label | — | Erstveröffentlichung: 17. Juli 2009 |

### Singles
| Jahr | Titel Album                                    | Höchstplatzierung, Gesamtwochen, AuszeichnungChartsChartplatzierungen (Jahr, Titel, Album, Platzierungen, Wochen, Auszeichnungen, Anmerkungen) | Anmerkungen                                                                                   |
| Jahr | Titel Album                                    | JP | Anmerkungen                                                                                   |
| ---- | ---------------------------------------------- | --- | --------------------------------------------------------------------------------------------- |
| 2005 | Kimi no Yoin – Tōi Sora no Shita de –          | — | Erstveröffentlichung: 24. März 2005                                                           |
| 2006 | Pride 〜try to fight〜 –                       | — | Erstveröffentlichung: 21. Juni 2006 Abspannlied zum Anime Bakkyū Hit! Crash B-Daman           |
| 2006 | Over the Future –                              | — | Erstveröffentlichung: 22. November 2006 Abspannlied zum Anime Bakkyū Hit! Crash B-Daman       |
| 2008 | Toki o Kizamu Uta / Torch –                    | JP13 (11 Wo.)JP | Erstveröffentlichung: 14. November 2008 Vor- und Abspannlied zum Anime Clannad After Story    |
| 2010 | My Soul, Your Beats! / Brave Song –            | JP— GoldJP | Erstveröffentlichung: 26. Mai 2010 mit Aoi Tada                                               |
| 2010 | Ashita Tenki ni Nare –                         | JP189 (1 Wo.)JP | Erstveröffentlichung: 21. Juli 2010 Abspannlied zur Serie Daimajin Kanon                      |
| 2010 | Kizunairo –                                    | JP6 (12 Wo.)JP | Erstveröffentlichung: 27. Oktober 2010 Vorspannlied zum Anime Fortune Arterial: Akai Yakusoku |
| 2011 | Kimi wa Hitori Nanka Janai yo / Song of Life – | JP177 (1 Wo.)JP | Erstveröffentlichung: 17. August 2011 Abspannlied zur Serie Daimajin Kanon                    |
| 2012 | ローレライの詩 Lorelei’s Poems –               | JP56 (2 Wo.)JP | Erstveröffentlichung: 21. November 2012                                                       |
| 2014 | Justitia –                                     | JP29 (5 Wo.)JP | Erstveröffentlichung: 5. März 2014                                                            |
| 2015 | Heartily Song –                                | JP17 (8 Wo.)JP | Erstveröffentlichung: 1. April 2015                                                           |

### Andere Werke
- Tori no Uta (鳥の詩, Vorspannlied zum Spiel Air)
- Natsukage (夏影, Image Song zum Spiel Air)
- Tsukiwarawa (月童, Image Song zum Spiel Air)
- Aozora (青空, Interludium im Spiel Air)
- Farewell song (Abspannlied zum Spiel Air)
- Ana (Interludium im Spiel und Anime Clannad)
- Negai ga Kanau Basho (願いが叶う場所, Image Song zum Spiel Clannad)
- Yakusoku (約束, Special Image Song zum Film Clannad)
- Light colors (Vorspannlied zu Tomoyo After – It’s a Wonderful Life)
- Life is like a Melody (Abspannlied zu Tomoyo After – It’s a Wonderful Life)
- Saya’s Song (Abspannlied zum Spiel Little Busters! Ecstasy)
- Ashita ni Mukatte Get Dream (明日に向かって Get Dream!, Abspannlied zum Anime Bakkyū Hit! Crash B-Daman)
- Girls Can Rock (Interludium im Anime School Rumble: Nigakki)
- Feel Like A Girl (Interludium im Anime School Rumble: Nigakki)
- Horizon (im Spiel beatmaniaIIDX11 IIDXRED, als LIA)
- All Around (Interludium im Anime Initial D: Fourth Stage)
- Sky High (Interludium im Anime Initial D: Fourth Stage)